# Wahnfried
Wahnfried est la maison que le compositeur allemand Richard Wagner a fait construire pour lui et sa famille de 1872 à 1874 à Bayreuth, à proximité du palais des festivals qu'il avait également réalisé et fait construire pour la représentation de ses opéras.
Wagner a bénéficié pour la construction d'une subvention de 25 000 thalers du roi Louis II de Bavière, son ami, protecteur et mécène. Il s'y installe le 28 avril 1874, avec sa femme Cosima (fille de Franz Liszt), leurs trois enfants Isolde, Eva et Siegfried, et les deux filles que Cosima avait eues de son précédent mariage avec le pianiste et chef d'orchestre Hans von Bülow, Daniela et Blandine. Wahnfried signifie en allemand « Paix des illusions » ; ce nom  vient d'une inscription que Wagner a fait graver sur la façade : « Hier wo mein Wähnen Frieden fand - Wahnfried - sei dieses Haus von mir benannt. » (« Ici, où mes illusions trouvèrent la paix - Wahnfried - ainsi je nomme cette maison. »
C'est à Wahnfried que Wagner achève Le Crépuscule des dieux le 21 novembre 1874 et Parsifal le 13 janvier 1882. Il est enterré en 1883 dans le jardin, où sa femme ne le rejoint qu'en 1930.
L'élargissement de la famille rendit nécessaire la construction en 1896 d'une extension, plus tard appelée maison Siegfried-Wagner. Elle devint dans les années 1930 une résidence pour les invités de la famille, et accueillit Arturo Toscanini, Richard Strauss et un intime de Winifred Wagner, Adolf Hitler.
Le 5 avril 1945, le bâtiment est en grande partie détruit par une bombe incendiaire.
La famille Wagner habite la villa jusqu'à la mort de Wieland en 1966 et en reste propriétaire jusqu'en 1973, date à laquelle Wolfgang en fait don à la ville de Bayreuth. Après des travaux de restauration, elle rouvre le 24 juillet 1976. Elle est depuis cette date le siège des archives nationales et du centre de recherche de la Richard-Wagner-Stiftung (Fondation Richard-Wagner) et abrite le Richard-Wagner-Museum (musée Richard-Wagner).